# Lily Murphy
Lily Murphy (Ashton-under-Lyne, 13 februari 2006) is een Engels voetbalspeelster. Ze speelt als aanvaller voor Manchester City WFC in de FA Women's Super League.

## Clubcarrière
Murphy kwam uit voor het -14 team van Black Burn Rovers WFC. Ze maakte in zes optredens vijf doelpunten.  In 2023 voegde ze zich in de jeugdacademie van Manchester City WFC. Voor jeugdelftallen maakte ze in 21 optredens 5 doelpunten.
Murphy werd uitgeleend aan Stockpot County en maakte op 9 maart 2023 haar debuut voor de club in de Women's Premier League. Ze scoorde op 3 april 2023 haar tweede doelpunt in haar derde optreden tegen Middlesbrough FC. In het seizoen 2023/24 werd Murphy verhuurd aan AFC Fylde, waarmee ze uitkwam in de National League North. Na een halfjaar liet deze club alweer achter zich voor een nieuwe verhuurbeurt aan competitiegenoot Stoke City voor de rest van het seizoen 2023/24.
In de voorbereiding op het seizoen 2024/24 mocht Murphy met Manchester City WFC op trainingskamp in Australië. Ze mocht invallen op 1 september 2024 in een vriendschappelijke wedstrijd tegen Paris Saint-Germain. Murphy maakte haar officiële debuut voor de Citizens in een UEFA Women's Champions League kwalificatieduel tegen Paris FC.  Na vier officiële optredens in het shirt van Manchester City tekende Murphy op 4 december 2024 haar eerste profcontract in Manchester.  Op 12 december 2024 maakte Murphy in een Champions League wedstrijd tegen Sankt Pölten haar eerste doelpunt in het shirt van de Citizens. Ze hielp haar club daarmee op de eerste plaats van de groep te blijven boven FC Barcelona. Ook werd ze na afloop van de wedstrijd uitgeroepen tot speelster van de wedstrijd.

## Statistieken
| Seizoen | Club                | Land     | Competitie              | Wedstrijden | Doelpunten |
| ------- | ------------------- | -------- | ----------------------- | ----------- | ---------- |
| 2024/25 | Manchester City WFC | Engeland | FA Women's Super League | 3           | 0          |
| Totaal  | Totaal              | Totaal   | Totaal                  | 3           | 0          |

Laatste update: 14 december 2024

## Interlandcarrière
Murphy werd in februari 2024 voor het eerst opgeroepen voor Engeland -19 voor een toernooi in Alicante. Ze mocht als invalster debuteren in een 3-2 nederlaag tegen Frankrijk. In een 2-2 gelijkspel tegen Noorwegen maakte ze haar basisdebuut.
In november en december 2024 werd Murphy opgeroepen voor kwalificatieduels voor het EK -19 tegen Italië en Polen.